# Tachie River
Der Tachie River ist ein 26 km langer Fluss in der kanadischen Provinz British Columbia.

## Flusslauf
Der Fluss verbindet den Trembleur Lake mit dem Stuart Lake. Er bildet somit einen Teil des Flusssystems, das sich durch die so genannten „Nechako-Seen“ zieht. Der Fluss stellt wegen seines Wildwassers und seiner kleineren Stromschnellen eine Herausforderung für Kanuten und Kajakfahrer dar. Die unincorporated area Grand Rapids liegt am Tachie River. Dort mündet der linke Nebenfluss Kuzkwa River, welcher den Tezzeron Lake entwässert. Die Ortschaft Tachie liegt östlich der Mündung des Tachie River in den Stuart Lake. Die Lachswanderung vom Fraser River zum Takla Lake führt den Fluss hinauf.